# João de Castro
João de Castro (Lisboa, 27 de Fevereiro de 1500 – Goa, 6 de Junho de 1548) foi um nobre, cartógrafo e administrador colonial português. Foi governador e capitão-general, 13.º governador e 4.º vice-rei do Estado Português da Índia.
A TAP Portugal homenageou-o ao atribuir o seu nome a uma das suas aeronaves, um dos novos Airbus A330-900neo, de matrícula CS-TUP.

## Biografia[4]

### Primeiros anos
Secretário da Casa do Rei D. Manuel I de Portugal.
Foi discípulo de Pedro Nunes e condiscípulo do Infante D. Luís. Aprendeu Letras por vontade do pai, mas "…como por inclinação era muito afeiçoado às armas, aspirando por elas à glória, a que o exemplo de seus maiores o chamava", enveredou pela carreira militar. Embarcou aos 18 anos para Tânger, onde serviu durante nove anos sendo governador daquela praça D. Duarte de Meneses, e onde foi ordenado cavaleiro. D. Duarte escreveu a D. João III, recomendando João de Castro particularmente, dizendo que ele tinha servido como que nenhum outro posto alguma vez o houvera servido.
De volta ao reino, conservou-se por algum tempo na Corte. Desposou a prima, D.ª Leonor Coutinho.

Quando o soberano armou a expedição a Túnis, em auxílio a Carlos V (1535), D. João acompanhou o infante D. Luís, distinguindo-se de tal modo que, com a vitória, Carlos V quis armá-lo cavaleiro, 

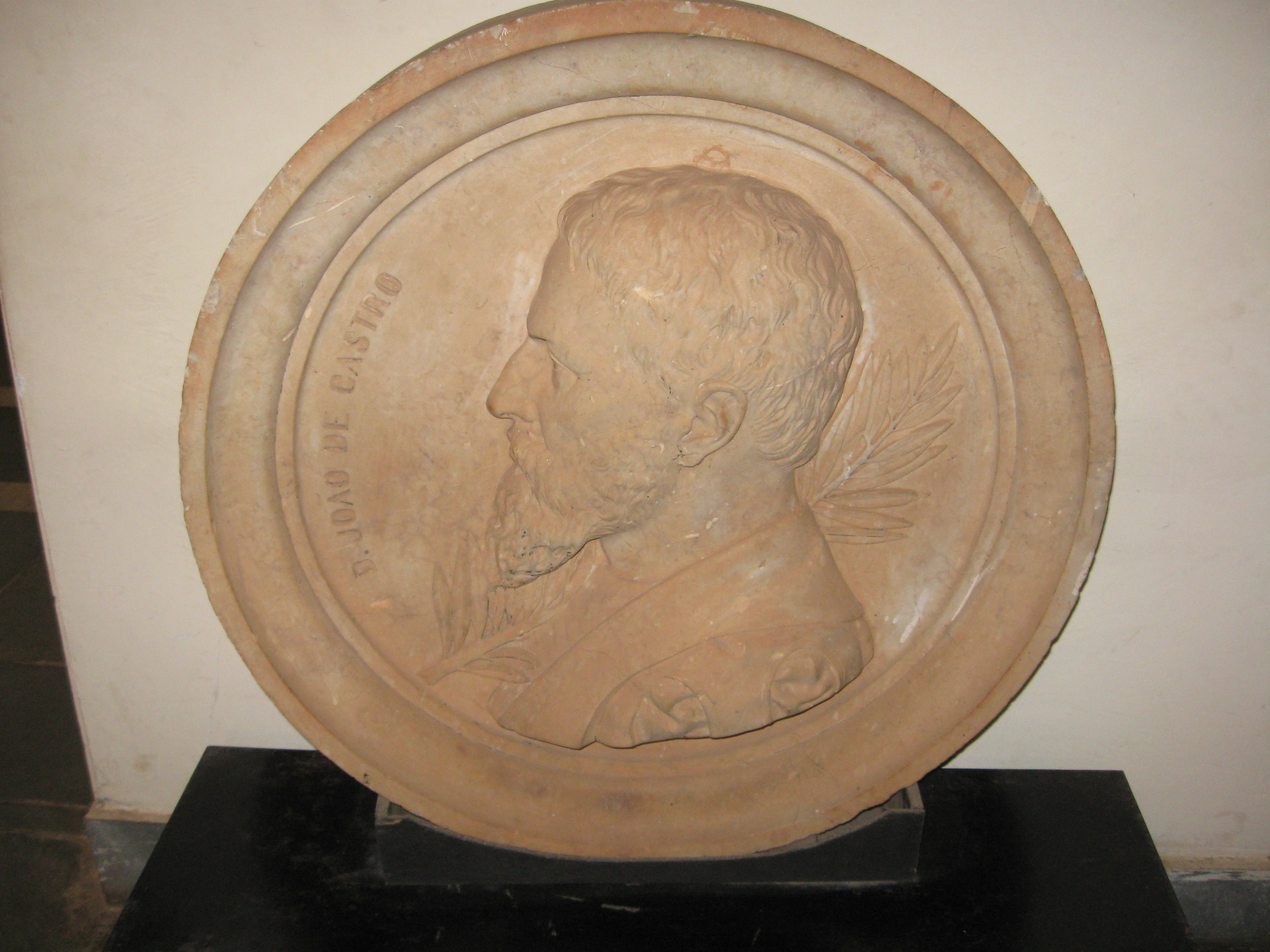
Medalhão retratando D. João de Castro, Museu Estatal de Goa.

"honra a que se escusou, por já o haver sido por outras mãos, que o que lhes faltava de reais, tinham de valorosas". O imperador mandou entregar 2 000,00 cruzados a cada um dos capitães da armada, "o que o D. João de Castro também rejeitou, porque servia com maior ambição da glória, que do prémio".
No regresso, foi recebido por D. João III com grandes provas de consideração. Este, por carta de 31 de janeiro de 1538, concedeu-lhe a comenda de São Paulo de Salvaterra na Ordem de Cristo, a qual aceitou pela honra, e não por conveniência, pois era tão pequeno o rendimento que dela auferia, que não lhe bastava para as despesas, sendo contudo a primeira e única mercê que recebeu. Professou, a 6 de Março de 1538, conforme a lista dos cavaleiros daquela Ordem. Retirou-se, então, para a sua casa na serra de Sintra, desejando viver só, entregue aos cuidados da família e aos trabalhos agrícolas.

### A Índia
Passou pela primeira vez pela Índia Portuguesa como mero soldado, com o cunhado D. Garcia de Noronha, nomeado vice-rei, indo render D. Nuno da Cunha, o qual muito estimou levá-lo na armada "não só com os méritos de sucessor", segundo diz Jacinto Freire de Andrade, mas com a mercê de lhe suceder no governo, que lhe foi concedida por alvará de 28 de Março de 1538. Embarcou com o filho D. Álvaro de Castro, que  contava com apenas 13 anos, dando por distrações daquela idade os perigos do mar.

A armada de D. Garcia de Noronha chegou a Goa, tendo feito boa viagem. Encontraram o governador D. Nuno da Cunha com a armada pronta a socorrer Diu e a pelejar contra as galés turcas, que o tinham sitiado com um cerco, que defendeu António da Silveira. D. Garcia de Noronha, com a posse do governo, assumiu a obrigação de socorrer a praça, 
"para o que se lhe ofereceu D. João de Castro, que embarcou no primeiro navio como soldado aventureiro, parecendo já pressentir os futuros triunfos que o chamavam a Diu; porém a retirada dos turcos privou D. Garcia da vitória, ou lha quis dar sem sangue, se menos gloriosa, mais segura."
Falecendo D. Garcia, sucedeu-lhe no governo D. Estêvão da Gama, o qual teve a companhia de D. João de Castro na expedição ao Mar Roxo. D. Estêvão partiu com 12 navios de alto bordo e 60 embarcações de remo, a 31 de Dezembro de 1540, sendo D. João de Castro o capitão dum galeão. Esta viagem até ao Suez foi deveras notável e D. João fez dela um roteiro minucioso, que ofereceu ao infante D. Luís. Oito meses depois, recolheu a Goa, em 21 de Agosto, tendo adquirido pelas experiências que fizera durante a viagem o epiteto de filósofo.
Regressando a Portugal, foi nomeado general da armada da costa em 1543, em prémio pelos serviços prestados. Saiu logo para comboiar as naus, que de viagem se esperavam da Índia, contra os corsários que infestavam os mares. Conseguiu desbaratar sete naus dos corsários e entrou com as da Índia pela barra de Lisboa, sendo recebido com o maior entusiasmo. D. João de Castro estava em Sintra, quando o rei, afanado pela necessidade de escolher o sucessor de Martim Afonso de Sousa, 13.º governador da Índia, consultou, assolado pela incerteza, o seu irmão, o infante D. Luís, o qual o aconselhou a nomear  D. João de Castro. Acatando o conselho do irmão, o rei mandou chamar o visado à Corte, em Évora, e com palavras lisonjeiras nomeou-o governador da Índia, por provisão datada de 28 de Fevereiro de 1545. D. João aceitando, cumpriu com a cerimónia do beija-mão ao monarca, por molde a mostrar o sua gratidão pela honra que lhe fora concedida, sem que a houvesse solicitado.
Levou consigo para a Índia os seus dois filhos D. Álvaro e D. Fernando. Aprestou brevemente a armada, que constava de 6 naus grandes, na qual embarcaram dois mil homens de soldo; a capitânia S. Tomé, seguia o respectivo governador, que lhe dera este nome por ser o do apóstolo da Índia, sendo que os outros capitães eram D. Jerónimo de Meneses, filho e herdeiro de D. Henrique, irmão do marquês de Vila Real, Jorge Cabral, D. Manuel da Silveira, Simão de Andrade e Diogo Rebelo. A armada partiu a 24 de março de 1545. D. João recebera a mercê da carta de conselho com data de 7 de Janeiro de 1545 e fizera o seu testamento a 19 de março, deixando como testamenteiros Lucas Geraldes, D.ª Leonor, sua mulher, e D. Álvaro, seu filho; instituiu, ainda, o morgado na quinta da Fonte D'El-Rei, em Sintra, denominada da Penha Verde.
A armada chegou a Goa em Setembro. Lançado nos complicadíssimos negócios da administração da Índia, teve de pegar em armas contra o Hidalcão, por lhe não querer entregar o prisioneiro Meale, ao arrepio daquilo que o seu antecessor decidira fazer. Hidalcão foi derrotado a duas léguas da cidade de Goa e viu-se obrigado a capitular. Acabado o incidente, o ano de 1546 trouxe outro sobrevento gravíssimo: a guerra de Diu, promovida por Coge Çofar, que pretendia vingar a derrota sofrida. Travou-se ardente luta e, no fim de sangrentos episódios, foram derrotados os portugueses. Descontente com o desfecho, D. João de Castro mandou novo reforço militar e, como se isso não bastasse, ainda organizou uma nova expedição, por si próprio comandada. Desta vez saíram vitoriosas as tropas portuguesas; o inimigo teve de levantar o cerco e fugir, deixando prisioneiros e artilharia, na sua esteira. Para reedificar a Fortaleza de Diu que, depois da vitória, ficara derribada até ao cimento, D. João escreveu aos vereadores da Câmara de Goa, a fim de obter um empréstimo de 20 000,00 pardaus para as obras da reedificação. Nessa célebre carta, datada de 23 de Novembro de 1546, dizia que mandara desenterrar o filho, D. Fernando, morto às mãos dos mouros nesta fortaleza, para lhe empenhar os ossos, mas que o cadáver fora achado de tal maneira que não se pudera tirar da terra; pelo que, o único penhor que lhe restava, eram as suas próprias barbas, as que enviava, então, junto com a carta, ao cuidado de Diogo Rodrigues de Azevedo. Explicou depois, num apelo à emoção, que não dispunha dos meios pecuniários ou de garantia para custear a reedificação. Tanta era a consciência da própria honra, que além de empenhar os ossos do filho, ainda empenhou também as próprias barbas, ao pagamento duma soma que pedia para o serviço do rei, e não para si. Em alusão a este episódio histórico, nasceu a expressão idiomática «pôr as barbas de molho».
O povo de Goa respondeu a esta carta com quantia muito superior à que fora pedida, dada a mostra de grande humildade feita pelo governador, que tanto fizera para os defender. Remeteram-lhe aquele honrado penhor, acompanhado do dinheiro e duma carta muito respeitosa solicitando, por mercê, que aceitasse aquela importância, emprestada pela cidade de Goa e pelos seus respectivos habitantes, de boa e livre vontade, como leais vassalos do rei. A carta tem a data de 27 de dezembro de 1547.

### Vice-Rei e anos finais
Depois da vitória de Diu, D. João  de Castro não teve descanso. Teve novamente de combater Hidalcão, que derrotou, tomando Bardez e Salsete. Dirigiu-se para Diu, onde, graças à notícia que se espalhou a respeito da quantidade de tropas aliadas que arrebanhara em seu auxílio, logrou assustar o inimigo, que fugiu sem se chegar a defrontar com ele. Entretanto,  voltou a Goa, onde se viu obrigado a terçar armas com Hidalcão, destruindo-lhe os portos. Havendo chegado a Lisboa a fama das suas proezas no Oriente, o rei quis recompensá-lo, enviando-lhe o título de vice-rei, em carta de 13 de outubro de 1547, prorrogando-lhe o governo por mais três anos e dando-lhe, ainda, uma ajuda de custo de 10 000,00 cruzados, bem como concedendo ao seu filho, D. Álvaro, o posto de capitão-mor do mar da Índia. As mercês  chegaram demasiado tarde para que o novo vice-rei as pudesse gozar. Cansado dos trabalhos das contínuas guerras, adoeceu gravemente e, reconhecendo em poucos dias os indícios da letalidade da doença, quis livrar-se do encargo do governo. Chamou o bispo, D. João de Albuquerque, D. Diogo de Almeida Freire, o Dr. Francisco Toscano, chanceler-mor do Estado, Sebastião Lopes Lobato, ouvidor geral, e Rodrigo Gonçalves Caminha, vedor da Fazenda, e, entregando-lhes o Estado com a paz dos príncipes vizinhos assegurado sobre tantas vitórias, mandou vir à sua presença o governador popular da cidade, o vigário Geral da Índia, o guardião de São Francisco, Frei Antônio do Casal, São Francisco Xavier e os oficiais da Fazenda do rei. Dirigiu-lhes então as seguintes palavras: 
"Não terei, senhores, pejo de vos dizer, que ao vice-rei da Índia faltam nesta doença as comodidades que acha nos hospitais o mais pobre soldado. Vim a servir, não vim a comerciar ao Oriente; a vós mesmo quis empenhar os ossos de meu filho, e empenhei os cabelos da barba, porque para vos assegurar, não tinha outras tapeçarias nem baixelas. Hoje não houve nesta casa dinheiro, com que se me comprasse uma galinha; porque nas armadas que fiz, primeiro comiam os soldados os salários do governador, que os soldos de seu rei; e não é de espantar; que esteja pobre um pai de tantos filhos. Peço-vos, que enquanto durar esta doença me ordeneis da fazenda real uma honesta despesa, e pessoa por vós determinada, que com modesta taxa me alimente." 

### A disputa pela relíquia das barbas
Expirou nos braços de S. Francisco Xavier. Foi sepultado na capela-mor do convento hoje de São Francisco, com o hábito e insígnias de cavaleiro da Ordem de Cristo. Em 1576 foram os restos mortais trasladados para o convento de São Domingos, de Lisboa, e depois de celebradas pomposas exéquias, transportaram-se para o claustro do convento de São Domingos de Benfica, para a capela particular dos Castros, fundada pelo neto, o então inquisidor geral e bispo da Guarda D. Francisco de Castro. Os cabelos das barbas do grande vice-rei da Índia estavam em poder do referido bispo da Guarda que os recolheu numa urna, ou pirâmide de cristal, assentada numa base de prata, na qual estão gravados em torno dísticos diferentes, para o rememorar, ficando, assim, para os sucessores da sua casa, aquele memento do seu antepassado, como que para tornar hereditárias as virtudes de D. João de Castro.

A trineta do vice-rei, D. Mariana de Noronha e Castro, fora a detentora do tal memorável depósito das barbas e, quando faleceu, deixou-o em testamento aos frades de São Caetano, do convento onde hoje está estabelecido o Real Conservatório, com a declaração: 
"Quero e ordeno que os bigodes de meu trisavô, D. João de Castro, vice-rei da Índia, os tenham sempre os religiosos teatinos da Divina Providência, em lugar decente de sua sacristia, com o mesmo ornato de prata e caixa, em que lhos deixo, sem o poderem mudar, ou desfazer-se dele."
Os frades depuseram a relíquia num recanto da sacristia, recoberto com um painel alusivo a D. João de Castro. O herdeiro do morgado instituído pelo vice-Rei, e de que fora administradora D. Mariana, instaurou uma demanda judicial nos tribunais contra os padres, contestando o legado que Mariana lhes havia deixado e alegando que as barbas de D. João eram pertença do morgado, porque as vinculara D. Francisco de Castro, Bispo da Guarda, neto do instituidor. Os frades alegavam que as barbas não estavam vinculadas ao morgado e que D. Francisco não podia dispor delas porque não eram suas. Explicaram que D. Francisco somente mandara fazer o ornato de prata e a caixa de veludo, em que se depositaram as barbas, para as guardar com mais decência e que, quanto muito, fora esse ornato que ele vinculara ao morgado, como constava precisamente da verba do seu testamento. Dessarte, não dispôs, no testamento, das barbas do avô, assim tal como não dispusera D. Manuel, o irmão mais velho, senhor da casa, pelo que, por estes motivos, a comunidade dos frades de São Caetano não se julgava obrigada a restitui-las. Não chegou a haver sentença no pleito, mas, sem que se conheça a razão, diz Tomás Caetano do Bem que em 1792 se achavam as disputadas barbas em poder de António Saldanha Castro Albuquerque Vilafria, senhor da casa de D. João de Castro.

## O magnetismo terrestre noRoteiro de Lisboa a Goa: as experiências de D. João de Castro
Os antigos Gregos haviam descoberto que uma pedra metálica escura podia repelir ou atrair objectos de ferro - era a origem do estudo do magnetismo. Na época das grandes navegações, não se conseguia localizar um navio no mar pelas duas coordenadas, a latitude e a longitude; a determinação desta exigia um relógio a bordo que indicasse a hora exacta no meridiano de referência, e a determinação astronómica da longitude dava erros inaceitáveis. Durante a viagem até à Índia, D. João de Castro levou a cabo um conjunto de experiências que conseguiu detectar fenómenos, nomeadamente relacionados com o magnetismo e com as agulhas magnéticas a bordo, as chamadas agulhas de marear.
É de supor que devia esses conhecimentos a Pedro Nunes, naturalmente o directo inspirador de todas as observações que realizou nas suas viagens. Quando em 5 de Agosto de 1538, D. João de Castro decidiu determinar a latitude de Moçambique, encontrou a causa que ditava o «espantoso desconcerto» das agulhas: notou o desvio da agulha, descobrindo-o 128 anos antes de Guillaume Dennis  (1666), de Nieppe, o qual é registado na História da Navegação como se fosse o primeiro a conhecer esse fenómeno.
A sua observação nas proximidades de Baçaim, em 22 de dezembro de 1538, de um fenómeno magnético, pelo qual se verificavam variações da agulha devido à proximidade de certos rochedos, confirmadas quatro séculos mais tarde, foi denominado atracção local. D. João de Castro refutou a teoria, postulada por João de Lisboa no seu «Tratado da agulha de marear» de 1514, de que a variação da declinação magnética se fazia por meridianos geográficos. As suas observações são o mais importante registo de valores da declinação magnética no Atlântico e no Índico, no século XVI, e úteis para o estudo do magnetismo terrestre. Foi uma das personalidades da ciência experimental europeia desse século, relacionando a importância desse estudo com as navegações. O seu nome ficou ligado à ciência pelas suas obras que evidenciavam uma tendência para o moderno espírito científico.

## Obra
- "Roteiro de Lisboa a Goa" (1538)
- "Roteiro de Goa a Diu" (1538-1539) e
- "Roteiro do Mar Roxo" (1540-1541)

## Dados genealógicos
Paiː 
- D. Álvaro de Castro, senhor do Paul de Boquilobo, governador da Casa do Cível e vedor da fazenda de João II de Portugal e de Manuel I de Portugal.[23]

Mãeː
- D. Leonor de Noronha, filha do 2.º conde de Abrantes, D. João de Almeida, e de D. Inês de Noronha.

Casado comː
- D. Leonor Coutinho.[24], filha de Leonel Coutinho, fidalgo da casa de Marialva e de D. Mécia de Azevedo, filha de Rui Gomes de Azevedo.[7]

Teve os seguintes filhosː
- D. Álvaro de Castro (1525- †1577)), senhor de Penedono, comendador da Redinha na Ordem de Cristo, vedor da Fazenda d'el-rei D. Sebastião, embaixador em Roma.[24];
- Dona Inês de Castro, que casou com D. Luís de Albuquerque e através de tal união se assegurou a descendência dos Castros na Casa de Penamacor;
- D. Fernando de Castro (1528-1546);
- D. Garcia de Castro (m. 1546);
- Dona Joana de Castro, que casou com Pedro Leitão Freire;
- Dona Leonor de Castro, segunda mulher de seu primo D. Jerónimo de Castro, Senhor do Paúl de Boquilobo e Governador da Casa do Cível;
- D. Miguel de Castro (n. 1545) Capitão de Malaca. [25]